# Дзюрдзево
Дзюрдзево (пол. Dziurdziewo, нім. Thalheim) — село в Польщі, у гміні Козлово Нідзицького повіту Вармінсько-Мазурського воєводства.
Населення — 91 особа (2011).
У 1975-1998 роках село належало до Ольштинського воєводства.

## Демографія
Демографічна структура станом на 31 березня 2011 року:
|          | Загалом | Допрацездатний вік | Працездатний вік | Постпрацездатний вік |
| -------- | ------- | ------------------ | ---------------- | -------------------- |
| Чоловіки | 45      | 9                  | 33               | 3                    |
| Жінки    | 46      | 9                  | 25               | 12                   |
| Разом    | 91      | 18                 | 58               | 15                   |